# Confederación de la Producción y del Comercio

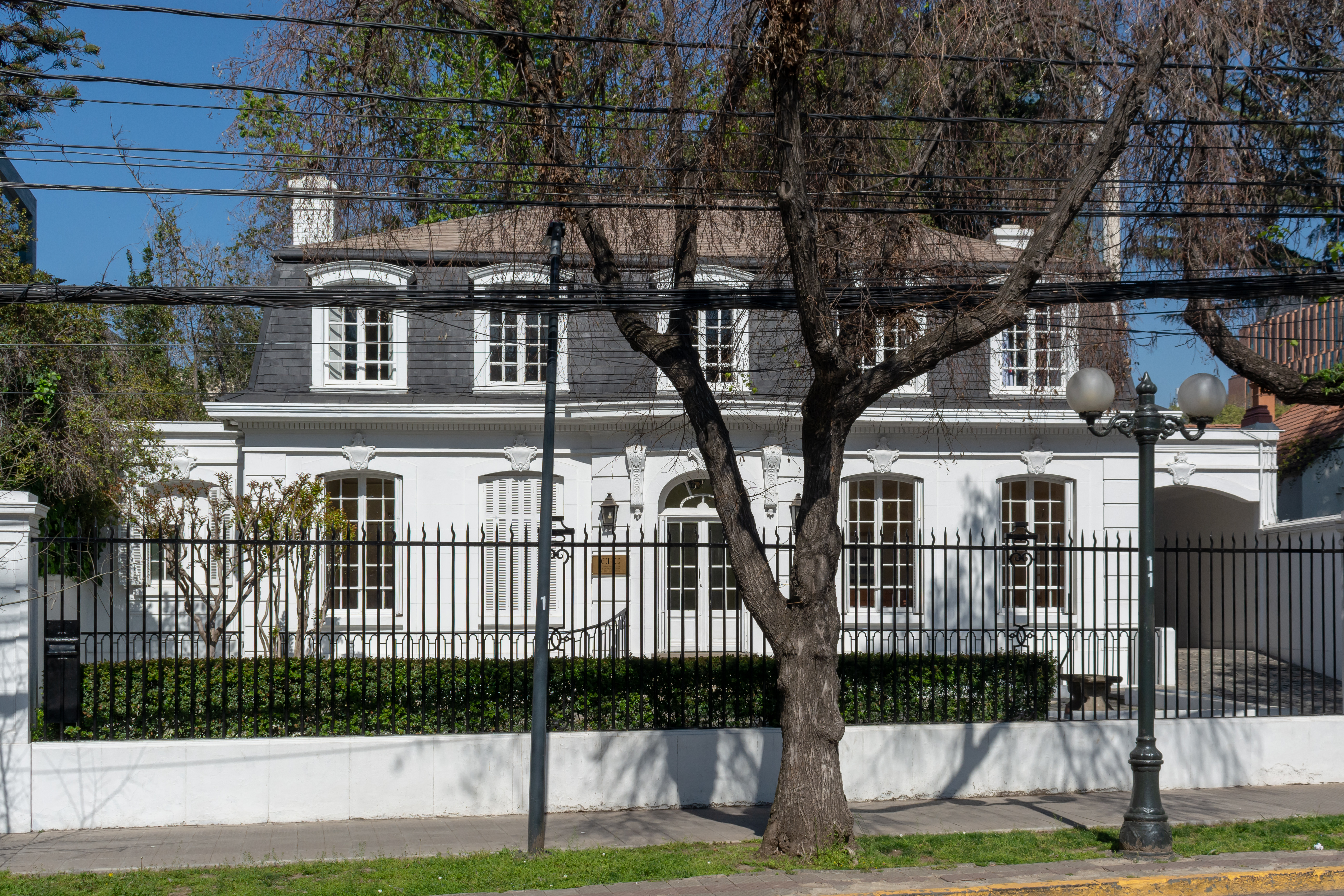
Sede de la Confederación de la Producción y del Comercio en Providencia, Santiago.

La Confederación de la Producción y del Comercio (CPC) es una organización fundada en 1935 que agrupa al gremio del empresariado chileno. En su calidad de representante del empresariado, continuamente está presentando proyectos al poder Ejecutivo, de modo de influir en las decisiones que se tomen respecto a ese gremio.
La CPC forma parte de la Cámara de Comercio Internacional (ICC), está afiliada a la Organización Internacional de Empleadores (OIE), y representa al empresariado chileno en la Organización Internacional del Trabajo (OIT).

## Presidentes
Presidentes han sido:
- Camilo Carrasco Bascuñán, 1933-1934[nota 1]
- Jaime Larraín García-Moreno, 1934-1935
- Máximo Valdés Fontecilla, 1935-1947
- Jorge Alessandri Rodríguez, 1947-1958
- Domingo Arteaga Infante, 1958-1962[nota 2]
- Recaredo Ossa Undurraga, 1962-1966
- Sergio Silva Bascuñán, 1966-1968
- Jorge Fontaine Aldunate, 1968-1974
- Manuel Valdés Valdés, 1974-1980
- Domingo Arteaga Garcés, 1980-1982
- Jorge Fontaine Aldunate, 1982-1986
- Manuel Feliú Justiniano, 1986-1990
- José Antonio Guzmán Matta, 1990-1996
- Walter Riesco Salvo, 1996-2000
- Ricardo Ariztía de Castro, 2000-2002[nota 3]
- Juan Claro González, 2002-2004[nota 4]
- Hernán Sommerville, 2004-2006[nota 5]
- Alfredo Ovalle Rodríguez, 2006-2008[nota 6]
- Rafael Guilisasti Gana, 2008-2010
- Lorenzo Constans Gorri, 2010-2012
- Andrés Santa Cruz López, 2012-2015
- Alberto Salas Muñoz, 2015-2017
- Alfredo Moreno Charme, 2017-2018
- Alfonso Swett Opazo, 2018-2020
- Juan Sutil Servoin, 2020-2022
- Ricardo Mewes, 2022-2024
- Susana Jiménez Schuster, 2024-actualidad